# North Adams (Michigan)
North Adams é uma vila localizada no estado americano de Michigan, no Condado de Hillsdale.

## Demografia
Segundo o censo americano de 2000, a sua população era de 514 habitantes.
Em 2006, foi estimada uma população de 499, um decréscimo de 15 (-2.9%).

## Geografia
De acordo com o United States Census Bureau tem uma área de
1,4 km², dos quais 1,4 km² cobertos por terra e 0,0 km² cobertos por água. North Adams localiza-se a aproximadamente 363 m acima do nível do mar.

## Localidades na vizinhança
O diagrama seguinte representa as localidades num raio de 20 km ao redor de North Adams.